# املت هندی
املت هندی یا املت ماسالا گونه‌ای از املت است که از هند سرچشمه می‌گیرد. ترکیبات اصلی آن تخم مرغ، سبزی، گوجه فرنگی و ادویه‌جات است که در هر منطقه متفاوت است.
گاهی پنیر رنده شده روی املت می‌ریزند و همچنین ممکن است با چیزهایی مانند میگو یا مرغ با طعم کاری پر شود.
املت معمولاً شامل فلفل تند و پیاز سبز چیلی ریز خرد شده (یا موسیر)، گشنیز سبز تازه ریز خرد شده، نمک و زیره است. انواع آن شامل نارگیل رنده شده، فلفل سیاه آسیاب شده، برگ کاری و گوجه فرنگی ریز خرد شده است. پنیر رنده شده نیز ممکن است اضافه شود. مخلوط تخم مرغ را با همزن می‌زنیم تا پف کند و سپس روی تابه می‌پزیم. معمولاً تابه را قبل از ریختن مخلوط زیاد گرم نمی‌کنند با این کار املت بلافاصله سفت نمی‌شود. اجاق گاز را معمولاً درست قبل از ریختن تخم مرغ روشن می‌کنند.
جورج فردریک اسکاتسون کلارک، نویسنده کتاب Eating Without Fears، آن را به عنوان «یک غذای دیرهنگام عالی» توصیف کرد.